# Рыбачий (Камчатский край)
Рыба́чий (до 1954 года — Новая Тарья) — бывший посёлок в Камчатском крае.
Рыбачий расположен на берегу бухты Крашенинникова в Авачинской губе. Основан в 1931 году под именем Новая Тарья, с 1954 года — рабочий посёлок Рыбачий. В 1968 году объединён с посёлками Приморский и Сельдевая в город Вилючинск. Сейчас Рыбачий — один из районов города. В Рыбачьем базируются атомные подводные лодки Тихоокеанского флота России. До 1994 года — Петропавловск-Камчатский-53.